# Regla de la derivada de la suma
En càlcul infinitesimal, la regla de la derivada de la suma és un mètode per trobar la derivada d'una funció que és la suma d'unes altres dues funcions de les quals es coneix la seva derivada. És una part de la linealitat de la derivació. La regla de la integral de la suma en resulta de la de la derivació. La regla en si és una conseqüència directa de la definició de derivada.
La regla de la suma diu que per a dues funcions derivables u i v, u + v és derivable i:
{\displaystyle {\frac {d}{dx}}(u+v)={\frac {du}{dx}}+{\frac {dv}{dx}}}
Aquesta regla també s'aplica a la resta i a les sumes i restes de més de dues funcions
{\displaystyle {\frac {d}{dx}}(u+v+w+\cdots )={\frac {du}{dx}}+{\frac {dv}{dx}}+{\frac {dw}{dx}}+\cdots }

## Demostració
Sia y una funció donada per la suma de dues funcions derivables u i v, tals que:
{\displaystyle y=u+v\,}
Siguin y, u i v incrementades en Δy, Δu i Δv respectivament. D'aquí en resulta:
{\displaystyle y+\Delta {y}=(u+\Delta {u})+(v+\Delta {v})=u+v+\Delta {u}+\Delta {v}=y+\Delta {u}+\Delta {v}.\,}
Per tant:
{\displaystyle \Delta {y}=\Delta {u}+\Delta {v}.\,}
Ara es divideix entre Δx:
{\displaystyle {\frac {\Delta {y}}{\Delta {x}}}={\frac {\Delta {u}}{\Delta {x}}}+{\frac {\Delta {v}}{\Delta {x}}}.}
Fent que Δx tendeixi a 0:
{\displaystyle {\frac {dy}{dx}}={\frac {du}{dx}}+{\frac {dv}{dx}}.}
Recordant que y = u + v, resulta la regla de la derivada de la suma:
{\displaystyle {\frac {d}{dx}}\left(u+v\right)={\frac {du}{dx}}+{\frac {dv}{dx}}.}
La regla es pot estendre a la resta, tal com segueix:
{\displaystyle {\frac {d}{dx}}\left(u-v\right)={\frac {d}{dx}}\left(u+(-v)\right)={\frac {du}{dx}}+{\frac {d}{dx}}\left(-v\right).}
Ara es fa servir el cas especial de la regla de la derivada del producte per una constant amb k=−1 i s'obté:
{\displaystyle {\frac {d}{dx}}\left(u-v\right)={\frac {du}{dx}}+\left(-{\frac {dv}{dx}}\right)={\frac {du}{dx}}-{\frac {dv}{dx}}.}
Per tant, la regla de la suma es pot expressar de forma que "accepti" sumes i restes tal com segueix:
{\displaystyle {\frac {d}{dx}}\left(u\pm v\right)={\frac {du}{dx}}\pm {\frac {dv}{dx}}.}
La regla de la derivada de la suma es pot fer servir per a la regla de la integral de la suma i per la linealitat de la derivació.

## Generalització a sumatoris
Suposant que es té un conjunt de funcions derivables f1, f₂,..., fn. Llavors
{\displaystyle {\frac {d}{dx}}\left(\sum _{1\leq i\leq n}f_{i}(x)\right)={\frac {d}{dx}}\left(f_{1}(x)+f_{2}(x)+\cdots +f_{n}(x)\right)={\frac {d}{dx}}f_{1}(x)+{\frac {d}{dx}}f_{2}(x)+\cdots +{\frac {d}{dx}}f_{n}(x)}
Per tant
{\displaystyle {\frac {d}{dx}}\left(\sum _{1\leq i\leq n}f_{i}(x)\right)=\sum _{1\leq i\leq n}\left({\frac {d}{dx}}f_{i}(x)\right).}
En altres paraules, la derivada de qualsevol sumatori de funcions és el sumatori de les derivades de les funcions.
Això es demostra fàcilment per inducció; tot just s'ha demostrat que és cert pel cas de n = 2. Suposant que sigui cert per a tot n < k, es defineix
{\displaystyle g(x)=\sum _{i=1}^{k-1}f_{i}(x).}
Llavors
{\displaystyle \sum _{i=1}^{k}f_{i}(x)=g(x)+f_{k}(x)}
de la demostració anterior resulta que
{\displaystyle {\frac {d}{dx}}\left(\sum _{i=1}^{k}f_{i}(x)\right)={\frac {d}{dx}}g(x)+{\frac {d}{dx}}f_{k}(x).}
Per la hipòtesi d'inducció,
{\displaystyle {\frac {d}{dx}}g(x)={\frac {d}{dx}}\left(\sum _{i=1}^{k-1}f_{i}(x)\right)=\sum _{i=1}^{k-1}{\frac {d}{dx}}f_{i}(x)}
Per tant
{\displaystyle {\frac {d}{dx}}\left(\sum _{i=1}^{k}f_{i}(x)\right)=\sum _{i=1}^{k-1}{\frac {d}{dx}}f_{i}(x)+{\frac {d}{dx}}f_{k}(x)=\sum _{i=1}^{k}{\frac {d}{dx}}f_{i}(x)}
Amb lo que queda demostrat.